# Zona arqueológica de Medina Elvira
A Zona Arqueológica de Medina Elvira é um sítio arqueológico situado entre os municípios de Atarfe e Pinos Puente, na província de Granada, Andaluzia, sul de Espanha. Deve o seu nome a Medina Elvira (ou Madinat Ilbira), uma cidade árabe, que remonta pelo menos ao século VIII e que foi a primeira capital da Taifa de Granada, o reino islâmico dos Zíridas, que depois foi transferida para Granada, situada pouco mais de 10 km a sudeste. No entanto, foram encontrados vestígios de ocupação bastante mais antiga, que remontam à época romana e visigótica. É também possível que seja o local da cidade romana de Elvira.
O sítio arqueológico situa-se no sopé meridional da Serra Elvira, ocupando um anfiteatro natural e uma área de 332 hectares. O flanco norte é cercado por uma série de elevações: o Cerro del Sombrerete, Tajo Colorado, Cerro Almirez y Cerro de los Cigarrones, que aparentemente foram importantes para a localização das defesas da cidade. Muitas dos inúmeros achados arqueológicos da zona foram encontrados à superfície.

## Características

### Localização
O padrão de localização das diferentes áreas da zona arqueológica depende, entre outras, da geomorfologia, existindo uma zona mais plana ou ligeiramente inclinada em que se encontra o principal edifício religioso (Cortijo de las Monjas), e um dos bairros (Cerro de los Cigarrones), outra zona de encostas suaves onde se estão as necrópoles (Pago de Marugán y Cortijo de los Cigarrones) e alguns cerros íngremes onde há estruturas poliorcéticas de evidente valor estratégico para a defesa da cidade (Cerro del Sombrerete).
Em vários locais observam-se restos de pedreiras cuja datação precisa ainda não foi descoberta por falta de estudos aprofundados. O processo de deterioração do meio natural foi-se agudizando, devido à desnudação vegetal e de solo em amplas zonas ter aumentado a escorrência superficial nos glacis de erosão que provoca a formação de barrancos que agora afeta a zona. Existem dois grandes barrancos que cruzam a área desde a zona setentrional até à meridional: o da Mezquita e o de Marugán. A grande pressão antrópica sobre o meio, com atividades como pedreiras, lixeiras, etc., levaram a grandes transformações na configuração da área.

### Intervenções
Na Zona Arqueológica de Elvira conhecem-se, pontualmente mas com rigor científico, restos de assentamento e fortificações no Cerro del Sombrerete e restos de unidades domésticas e viárias dum bairro no Cerro de los Cigarrones, fruto de intervenções recentes. Num segundo nível encontram-se restos retirados por investigadores do século XIX e num terceiro nível encontram-se uma série de achados recolhidos em alguns trabalhos arqueológicos (Espinar, Quesada y Amescua, 1994). As principais intervenções podem resumir-se em:
- Intervenções na necrópole da herdade de Marugán, em que foram documentadas cerca de 1 200 sepulturas com inúmeros objetos pessoais e de adorno, (brincos, pulseiras, anéis, etc.), que segundo Gómez-Moreno são da época visigótica.

- Reconhecimento dos restos dum aqueduto junto a Marugán, assim como outros vestígios encontrados na herdade dos Tejoletes do Cortijo de las Monjas.

- Os achados encontrados em 1868 quando foi construída a estrada de Granada–Córdova perto de Los Baños da Serra Elvira, com várias intervenções em anos sucessivos, durante as quais foram escavadas as ruínas de termas romanas importantes.

- As escavações do Secano de la Mezquita, iniciadas em 1872, nas quais foram encontrados restos de muros, colunas e uma grande camada de matérias carbonizadas. Os trabalhos prosseguiram em 1874, pondo a descoberto mais restos de edifícios abandonados após um incêndio, entre os quais se destacam as colunas e o nível de cultura material, as lâmpadas de bronze da mesquita incendiada.

- Em 1998 foi levada a cabo no Cerro de los Cigarrones uma prospeção e uma escavação de aproximadamente 80 m², tendo sido exumadas estruturas que fariam parte dum trama urbana. As casas têm paredes com rodapés em alvenaria de pedra e pavimentos de pedra. Funcionalmente foram consideradas como pertencentes a uma cozinha em que se encontra um algibe e um espaço público identificado como uma rua. Possivelmente tratava-se dum arrabalde ou bairro periférico da cidade, separado do núcleo principal que se situaria no Cortijo de las Monjas. Os materiais móveis recuperados situam-se cronologicamente entre os séculos VIII e XI.

- Em 2001 foram postas a descoberto diversas estruturas e materiais cerâmicos, faunísticos, etc. no Cerro del Sombrerete. Alguns investigadores identificam ali a muralha da primeira cidade árabe existente na Veiga de Granada. Foram realizadas duas sondagens, tendo a primeria revelado um trecho de muro com cerca de 15 m, com uma série de estruturas anexas que podem ter sido a base duma torre. Na segunda sondagem foram documentadas uma série de aposentos que se interpretaram como sendo quartos e um pátio. Estas dependências de casas pertenciam a um conjunto complexo, sem dúvida com uma organização urbanística, que teria a função de alcáçova, controlando a cidade de Ilbira. A cronologia proposta para essas estruturas e materiais é século IX e início do século X.